# La Fin (X-Files)
La Fin (The End) est le 20e et dernier épisode de la saison 5 de la série télévisée X-Files. Dans cet épisode, qui fait partie de l'arc mythologique de la série, Mulder et Scully s'efforcent de protéger un jeune garçon télépathe.

## Résumé
Lors d'une partie d'un tournoi d'échecs se déroulant à Vancouver et opposant un grand maître russe à Gibson Praise, un jeune prodige américain, un tireur embusqué tente d'abattre ce dernier. Mais Praise, qui a semblé sentir le danger, se penche au dernier moment et c'est son adversaire qui est tué par la balle. Jeffrey Spender est chargé de l'enquête et tente d'écarter Mulder, qui expose cependant sa théorie selon laquelle c'est Praise qui était la cible. Mulder, Scully et Diana Fowley, une agente qui connaît Mulder depuis longtemps, rendent visite au jeune garçon.

## Distribution
- David Duchovny : Fox Mulder
- Gillian Anderson : Dana Scully
- Mitch Pileggi : Walter Skinner
- Nicholas Lea : Alex Krycek
- William B. Davis : l'homme à la cigarette
- Mimi Rogers : Diana Fowley
- Jeff Gulka : Gibson Praise
- Chris Owens : Jeffrey Spender
- Tom Braidwood : Melvin Frohike
- Dean Haglund : Richard Langly
- Bruce Harwood : John Fitzgerald Byers
- John Neville : l'homme bien manucuré
- Don S. Williams : First Elder
- George Murdock : Second Elder
- Michael Shamus Wiles : l'homme aux cheveux noirs

## Production

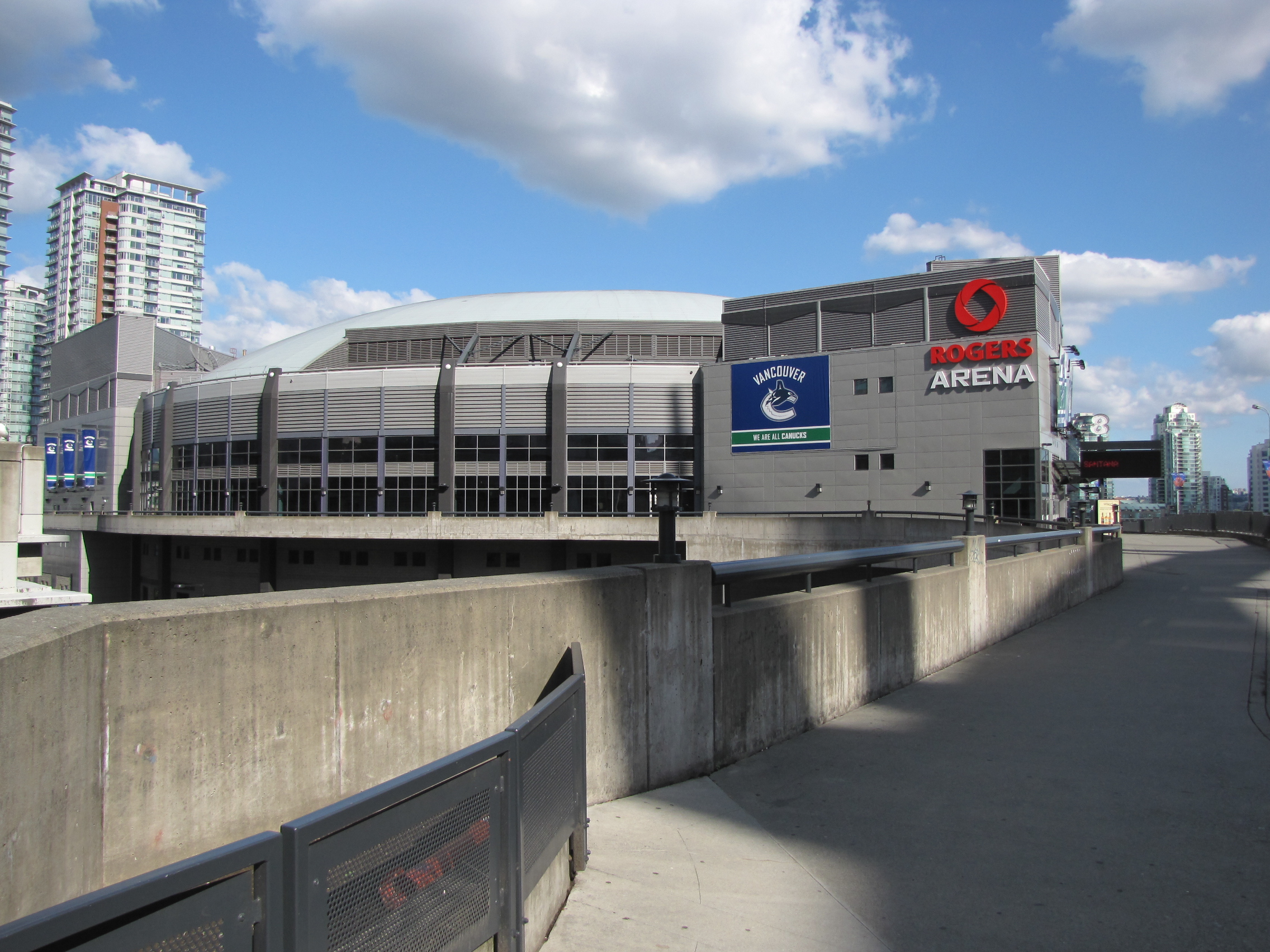
La Rogers Arena.

Cet épisode est le dernier de la série à être tourné à Vancouver jusqu'à la saison 10. La scène d'ouverture de l'épisode est filmée à la Rogers Arena devant une foule de 12 000 fans de la série s'étant déplacés pour représenter le public de la partie d'échecs, alors que les producteurs n'attendaient que 5 000 personnes.

## Accueil

### Audiences
Lors de sa première diffusion aux États-Unis, l'épisode réalise un score de 11,9 sur l'échelle de Nielsen, avec 18 % de parts de marché, et est regardé par 18,76 millions de téléspectateurs.

### Accueil critique
L'épisode a recueilli des critiques plutôt favorables. John Keegan, du site Critical Myth, lui donne la note de 9/10. Paula Vitaris, de Cinefantastique, lui donne la note de 3/4. Dans leur livre sur la série, Robert Shearman et Lars Pearson lui donnent la note de 3,5/5. Le site Le Monde des Avengers lui donne la note de 3/4.
Zack Handlen, du site The A.V. Club, lui donne la note de C+.